# The Swell Season (album)
The Swell Season è l'album in studio di debutto dell'omonimo duo, pubblicato nel 2006. Il brano musicale Falling Slowly è stato nominato per un Grammy Award e ha vinto il premio Oscar per la migliore canzone originale nell'edizione del 2008.

## Tracce
1. This Low (Glen Hansard)
2. Sleeping (Glen Hansard)
3. Falling Slowly (Glen Hansard, Markéta Irglová)
4. Drown Out (Glen Hansard, Markéta Irglová (solo coro))
5. Lies (Glen Hansard, Markéta Irglová)
6. When Your Mind's Made Up (Glen Hansard)
7. The Swell Season (Markéta Irglová)
8. Leave (Glen Hansard)
9. The Moon (Glen Hansard, Markéta Irglová (solo coro))
10. Alone Apart (Markéta Irglová, Glen Hansard (solo chitarra))